# Starhemberg-Kaserne

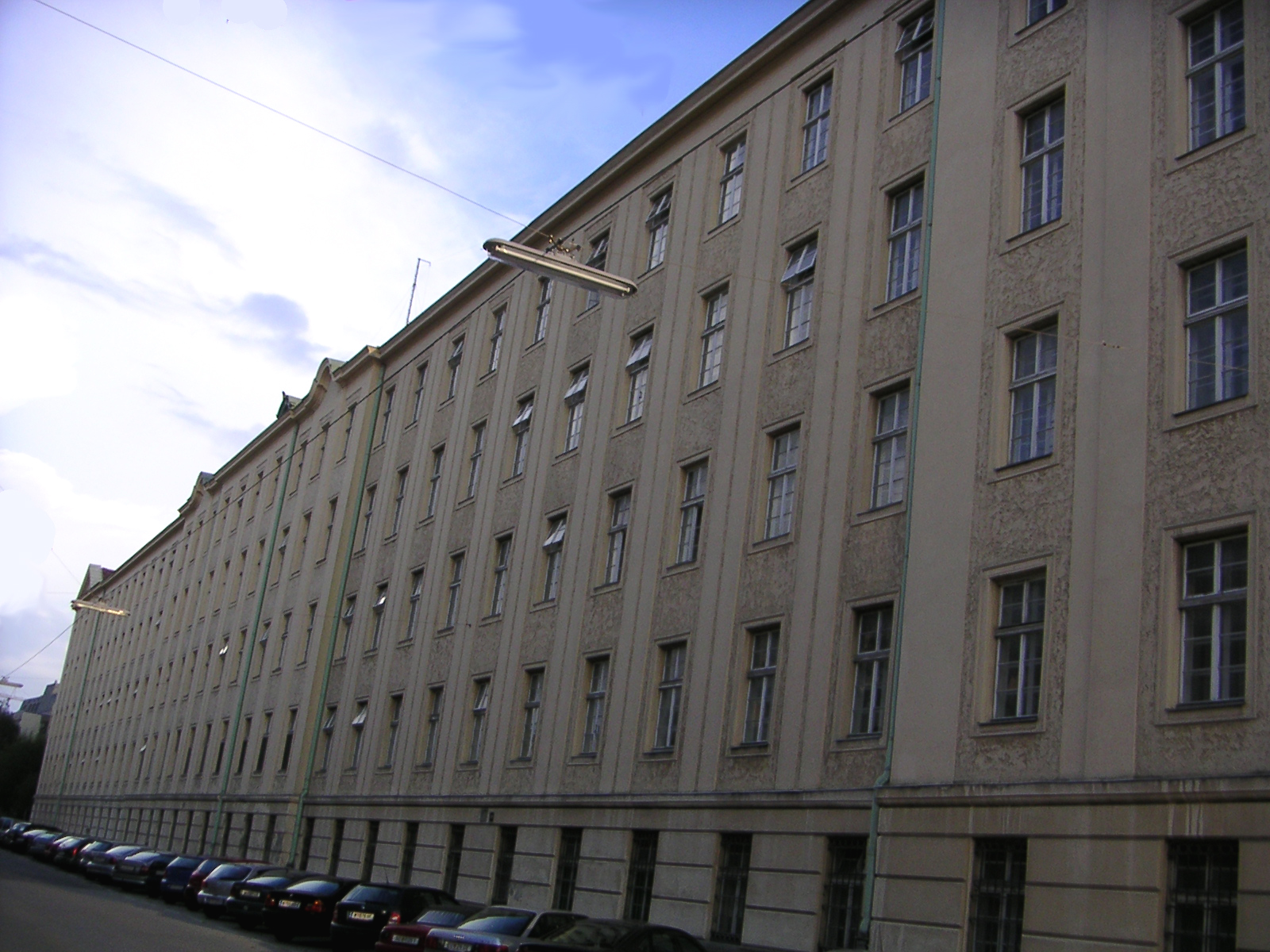
Starhemberg-Kaserne

Die Starhemberg-Kaserne ist eine Kaserne des Österreichischen Bundesheeres im 10. Wiener Gemeindebezirk, Favoriten.

## Geschichte
Die Kaserne wurde in den Jahren von 1910 bis 1912 von der k.u.k. Armee in der Gußriegelstraße für das Infanterieregiment Erzherzog Josef Nr. 37 als Franz-Ferdinand-Kaserne errichtet und durch einen weiteren Trakt an der Graffgasse im Jahr 1913 erweitert.
Nach dem Ersten Weltkrieg wurde die Kaserne erst vom Bundesheer und nach dem Anschluss Österreichs an das Deutsche Reich von der deutschen Wehrmacht übernommen. Als solche wurde sie zu einem Schauplatz der NS-Militärjustiz, da in ihr Soldaten verhört wurden und auch Todeskandidaten einsaßen. In dieser Zeit erhielt sie den Namen Trostkaserne nach einer der Straßen, an die sie angrenzt.
Am 15. Februar 1943 begann hier und in der Erzherzog-Carl-Kaserne für die ersten Schüler Wiens als Luftwaffenhelfer (Flakhelfer) der Kriegseinsatz.
Nach Kriegsende wurde die Kaserne von der Roten Armee übernommen.
Nach dem Abzug aller sowjetischen Truppen aus der wiederhergestellten Republik Österreich im Jahre 1955 bezog wieder das Österreichische Bundesheer den Gebäudekomplex. Am 3. November 1967 erfolgte schließlich die Umbenennung der Franz-Ferdinand-Kaserne in Starhemberg-Kaserne, nach dem Verteidiger Wiens während der Zweiten Wiener Türkenbelagerung 1683, Graf Ernst Rüdiger von Starhemberg.
In der Starhembergkaserne ist die Führungsunterstützungsschule untergebracht.

## Fernmeldesammlung
Ebenso ist in der Starhemberg-Kaserne die „Fernmeldesammlung“ des Heeresgeschichtlichen Museums untergebracht, die eine beachtliche Anzahl historischer Fernmeldegeräte (u. a. Löschfunkensender und -Empfänger, Telegraphie- und Fernschreiber, Funk-Sende- und -Empfangsanlagen etc.) beherbergt. Beginnend bei historisch wertvollen Exponaten aus dem 19. Jahrhundert, über Nachrichten- und Verschlüsselungstechniken des Kalten Krieges bis hin zu aktueller militärischer Kommunikationstechnik wird hier den Besuchern ein Überblick über die Kommunikationsmittel im Bereich des österreichischen Militärs im Laufe seiner Geschichte geboten.